# 산자
산자(饊子/糤子)는 찹쌀가루를 반죽하여 네모나고 납작하게 만들어 말린 다음 기름에 튀기고 꿀을 바른 후 그 앞뒤에 튀긴 밥알이나 깨를 묻힌 유과의 일종이다.